# Ni es lo mismo ni es igual
Ni es lo mismo, ni es igual es el título del octavo álbum de estudio grabado por el cantautor y músico dominicano Juan Luis Guerra y su grupo 4.40. Fue lanzado al mercado por la empresa discográfica Karen Records el 15 de diciembre de 1998. El álbum fue nominado al Premio Grammy Anglosajón y ganador de tres premios en la 1°. edición de los Premios Grammy Latinos celebrada el miércoles 13 de septiembre de 2000. 
Fue el disco de retorno de Juan Luis Guerra, luego de un silencio discográfico de 4 años, algo que muchos pensaron que era un retiro definitivo, y también luego de haberse convertido al cristianismo. 
Con este álbum Juan Luis Guerra colocó consecutivamente los temas "Mi PC" y "Palomita blanca" en el lugar #1 del conocido Hot Latin Tracks de la revista Billboard. Las canciones "Vale la pena", " La hormiguita" y "Quisiera" gozaron de gran aceptación, no obstante fue "El niágara en bicicleta" el tema más popular de este álbum.

## Lista de canciones
Todas las canciones escritas y compuestas por Juan Luis Guerra. 
| Ni es lo mismo, ni es igual |                           |          |  |
| N.º                         | Título                    | Duración |  |
| 1.                          | «Mi PC»                   | 3:18     |  |
| 2.                          | «Vale la pena»            | 3:28     |  |
| 3.                          | «La hormiguita»           | 3:05     |  |
| 4.                          | «Quisiera»                | 3:50     |  |
| 5.                          | «El niágara en bicicleta» | 4:25     |  |
| 6.                          | «Palomita blanca»         | 3:44     |  |
| 7.                          | «Testimonio»              | 4:18     |  |
| 8.                          | «Amapola»                 | 3:05     |  |
| 9.                          | «El primo»                | 3:48     |  |
| 10.                         | «Sobremesa»               | 1:20     |  |
| 11.                         | «Amor de conuco»          | 3:10     |  |
| 37:24                       |                           |          |  |

- Datos: Q4045332